# Công ty Cổ phần truyền thông Sunrise
Công ty Cổ phần truyền thông Sunrise hay còn gọi là Sunrise Media là một công ty hoạt động trong lĩnh vực truyền thông đa phương tiện, sản xuất dịch vụ quảng cáo truyền hình, chương trình truyền hình và mua lại bản quyền phim truyền hình tại Việt Nam.
Công ty sản xuất nhiều chương trình truyền hình, đặc biệt là phim hoạt hình dài tập và các gameshow. Các chương trình do Sunrise Media thực hiện được phát sóng trên các kênh truyền hình như VTV1, VTV3, HTV7, HTV9...
Trụ sở chính của công ty được đặt tại Hà Nội. Ngoài ra, công ty có Văn phòng đại diện tại Thành phố Hồ Chí Minh.

## Lịch sử và tổng quan
Sunrise Media được thành lập vào năm 2005. Hiện nay, công ty đang hoạt trong các lĩnh vực:
Quảng cáo truyền hình: là đại lý quảng cáo cho nhiều kênh truyền hình tại Việt Nam.
Sản xuất chương trình truyền hình: hợp tác sản xuất nhiều chương trình truyền hình với Đài Truyền hình Việt Nam, Đài Truyền hình Thành phố Hồ Chí Minh và các đài truyền hình khác.
Sản xuất phim hoạt hình nghệ thuật hiện đang phát sóng trên các kênh VTV3 và HTV7 như series Quà tặng cuộc sống, Khoảnh khắc kỳ diệu, Xả xì chét...

## Các chương trình

### Mua bản quyền
- Lựa chọn của trái tim – Sexy Beasts [2]
- Quý ông hoàn hảo – Der Männer Test (The Man Test)
- Bí mật cây cầu cũ (Phim truyền hình Tây Ban Nha)[3]
- Ngôi sao tình yêu – The Love Machine

### Chương trình thuần Việt
- Quý cô hoàn hảo (2010–2014)
- Cho phép được yêu[4] (2018–nay)
- Xả xì chét (2014–nay)
- Người chồng trong mơ (2010–2014)
- Quà tặng cuộc sống[5] (2010–nay, VTV3)
- Khoảnh khắc kỳ diệu (2010–2015, HTV7)
- Thông điệp thời gian (HTV7)
- Danh ngôn và cuộc sống (2012-2019, VTV1)
- Tiêu điểm y tế (2010–2011)
- Bài học cuộc sống (2010–2019)
- Khu vườn cổ tích (2010–2015, HTV7)

## Bê bối
Sunrise Media cũng đã gặp phải những bê bối lớn.

### Tháng 11 năm 2014: "Nhặt xương cho thầy"
Công ty này đã từng gây bức xúc khi chương trình "Quà tặng cuộc sống" phát sóng ngày 19 tháng 11 năm 2014 phát phim "Nhặt xương cho thầy" có nội dung là câu chuyện về người thầy tham lam, ăn tranh phần của học trò, nhưng lại được chiếu đúng vào dịp cả nước tri ân thầy cô nhân ngày Nhà giáo Việt Nam (20 tháng 11), khiến nhiều người cảm thấy bị xúc phạm.

### Tháng 6 năm 2015: bị tố xâm phạm bản quyền
Chương trình Quà tặng cuộc sống phát sóng ngày 25 tháng 6 năm 2015 bị tố xâm phạm bản quyền.

### Tháng 4 năm 2022: khinh thường các nhà thiên văn học
Cũng trong một số phát sóng khác vào ngày 10 tháng 4 năm 2022, chương trình Quà tặng cuộc sống đã bị chỉ trích khi được cho là có những nội dung và thông điệp mang tính khinh thường các nhà thiên văn học. Phía VTV sau đó đã gỡ toàn bộ các video phát lại chương trình trên nền tảng và gửi lời xin lỗi đến người xem.

### Tháng 9 năm 2024: Câu view bất chấp từ nỗi đau Làng Nủ (Lào Cai)
Những Bài Học Nhỏ - Kênh YouTube có hơn 324.000 người theo dõi đã gây phẫn nộ khi đăng tải video cho thiếu nhi nhưng mang chuyện đau thương của thôn Làng Nủ (Phúc Khánh, Bảo Yên, Lào Cai) để câu view bất chấp.
Cụ thể, kênh này đăng tải video hoạt hình ghi "Quả báo - Truyện cổ tích - Những bài học nhỏ - Quà tặng cuộc sống". Hình ảnh minh họa đi kèm tiêu đề "Quả báo Làng Nủ Lào Cai". Nội dung trong video không liên quan đến Làng Nủ, mà chỉ kể câu chuyện nước ngoài về một con hổ vào làng tàn phá và quấy nhiễu người dân.
Đây là hành động có chủ đích khi phần hashtag, bình luận của chủ kênh đều hướng thông tin sai sự thật, phản cảm về Làng Nủ.
Khoảng 17h chiều 16/9/2024, kênh đã đăng một video nội dung 3 mẩu truyện được xây dựng thành phim hoạt hình và đặt tựa đề "Quả báo Làng Nủ Lào Cai".
Dư luận bày tỏ sự bức xúc khi xuất hiện những cá nhân lợi dụng sự kiện này để tạo nội dung thiếu đạo đức, trong khi cả nước đang đau buồn trước sự mất mát của người dân vụ sạt lở tại Làng Nủ (Lào Cai).